# 池袋本町電車の見える公園
池袋本町電車の見える公園（いけぶくろほんちょうでんしゃのみえるこうえん）は、東京都豊島区池袋本町四丁目にある豊島区立の公園。緑を通じた地域の交流・防災拠点として、豊島区が東武東上線下板橋駅近くの清掃車庫跡地を整備し開園した。
2013年3月20日の開園式では、横浜国立大学名誉教授宮脇昭の指導のもと、『いのちの森』植樹祭が開催され、地域住民を中心とした約500人が集まり、同公園内にて約1,700本の植樹が行われた。

## 沿革
- 2006年 - 清掃事業移管により車庫跡地となる
- 2009年 - 東京都が跡地を解体・更地化
- 2011年1月 - 豊島区が東京都から土地を購入
- 2012年8月 - 西武造園の請負により着工
- 2013年3月 - 竣工・開園

## アクセス
- 鉄道：東武東上線下板橋駅下車、徒歩1分

## 周辺
- 東京交通短期大学
- 豊島学院高等学校
- 昭和鉄道高等学校

## 高放射線量検出
2015年4月23日、同公園内に設置された遊具付近の地表から、「毎時480マイクロシーベルトの放射線量が測定された」と豊島区により発表があった。この発表がマスコミ各社に報じられる中、同4月24日に放射性物質を含む土壌は除去され、除却後は放射線量が平常値に戻ったため、同4月25日午後には区長により安全宣言が出されている。

### 経緯
2015年4月20日、同区へ区民から「同公園内の放射線量が高い」との情報提供があり、事前準備を経て同4月22日に同区が測定してみたところ、毎時2.53マイクロシーベルトの放射線量を検出。国が定めた除染の基準値を超えていたため、同区は周辺を立ち入り禁止とし、文部科学省へ通報した。同4月23日、原子力規制委員会の職員立会いのもと、同区が遊具付近の地表を再測定した結果、基準値の約2,000倍にあたる前述の高放射線量を測定。地域住民などへの混乱を避けるため、公園全域を封鎖する事態となった。
同4月24日、同区は日本アイソトープ協会の協力により、測定地点の土の塊を回収。土の塊の表面からは、最大500マイクロシーベルトの放射線量が検出された。原因物質はラジウムとみられており、回収後は同協会の保管庫へ運ばれた。これにより測定地点の放射線量は、基準値内の毎時0.06マイクロシーベルトまで下がった。同区によると土地を購入した際に土の入れ替えは行なわれておらず、同公園は福島第一原子力発電所事故後の開園であるため、これまで放射線量の測定も実施されてなかったという。
その後、同公園内では、同4月25日に同区と同協会により放射線量の綿密な測定が行われ、同日中に区長は同4月26日の利用再開に向けた安全宣言を行った。
同4月28日、同区は日本アイソトープ協会による調査結果を発表した。区の発表や報道によると、回収された土の塊からは直径3ミリ、高さ3ミリの円筒形のステンレス製カプセルが発見され、原因物質はラジウム226と同定されたという。中からは37メガベクレル相当の放射能が測定されたが、完全に密閉された状態であり、外部には一切漏れ出していないのを再確認したと強調した。なお、現時点では「用途や埋まっていた経緯は不明」とされた。